# Do You Know? (The Ping Pong Song)
«Do You Know? (The Ping Pong Song)» — первый сингл испанского певца Энрике Иглесиаса из альбома Insomniac, выпущенный 15 мая 2007 года на лейбле Interscope Records. В Латинской Америке была выпущена испанская версия песни — «Dímelo». Сингл стал первым после 4-летнего перерыва певца.

## Название
Многие люди называют песню просто как «Do You Know?» — имя, которое ей дали на лейбле. Но Энрике настоял на том, чтобы к названию прибавили «The Ping Pong Song», так как именно пинг-понговый мяч выполняет роль перкуссии, да и чтобы сингл выделялся на фоне остальных.

## Список композиций
CD-сингл (Великобритания)
1. «Do You Know?» (Альбомная Версия)
2. «Do You Know?» (DJ Dan Remix)

Мульти-сингл (Великобритания)
1. «Do You Know?» (Оригинал)
2. «Do You Know?» (Ralphi Rosario & Craig CJs Vocal Mix)
3. «Do You Know?» (Ralphi Rosario & Craig CJs Thick & Chunky Dub)
4. «Do You Know?» (Ralphi Rosario & Craig CJs Radio Edit)
5. «Do You Know?» (DJ Dan Dub)

CD-сингл (США)
1. «Do You Know?» (Ralphi Rosario & Craig CJ’s vocal mix) — 9:30
2. «Do You Know?» (DJ Dan & Dave Aude club remix) — 7:16
3. «Do You Know?» (Ralphi Rosario Thick N' Chunky dub mix) — 8:38
4. «Do You Know?» (DJ Dan & Dave Aude dub mix) — 7:17
5. «Do You Know?» (Ralphi Rosario & Craig CJ’s radio edit) — 3:54
6. «Do You Know?» (DJ Dan & Dave Aude rub mix) — 7:17

CD-сингл (Канада)
1. «Do You Know?» (Альбомная версия)
2. «Push» (Альбомная версия)

## Хит-парады
| Страна (2007)                  | Лучший результат |
| ------------------------------ | ---------------- |
| Австрия                        | 8                |
| Бельгия                        | 8                |
| Канада                         | 27               |
| Чехия                          | 1                |
| Дания                          | 2                |
| Франция                        | 9                |
| Германия                       | 6                |
| Венгрия                        | 3                |
| Ирландия                       | 2                |
| Норвегия                       | 15               |
| Румыния                        | 1                |
| Россия                         | 7                |
| Словакия                       | 7                |
| Швеция                         | 3                |
| Швейцария                      | 4                |
| Турция                         | 3                |
| Великобритания                 | 3                |
| США Billboard Hot 100          | 21               |
| США Billboard Hot Latin Tracks | 1                |
| США Billboard Pop 100          | 2                |

### Позиции в конце года
| Чарт (2007)          | Позиция |
| -------------------- | ------- |
| Россия (Love Radio)  | 18      |
| Россия (Европа Плюс) | 32      |